# Wildmoos (Telfs)
Wildmoos ist ein Gebiet am Seefelder Plateau in Nordtirol und Ortsteil der Marktgemeinde Telfs im Bezirk Innsbruck-Land.

## Geografie
Wildmoos liegt 20 km von Innsbruck entfernt am Seefelder Plateau über dem Inn, auf 1260–1320 m ü. A., nahe Seefeld.
Der Ortsteil Wildmoos ist eine Streusiedlung mit etwa 30 Häusern, dem Golfplatz Seefeld-Wildmoos und der sommers wie winters (jeweils Hauptsaison) bewirtschafteten Wildmoosalm.
Nachbarortschaften
| Leutasch (Gem., Ort Moos) |                                             |              |
| Buchen                    | Kompassrose, die auf Nachbargemeinden zeigt | Seefeld i.T. |
| Platten                   | Mösern                                      |              |

## Natur

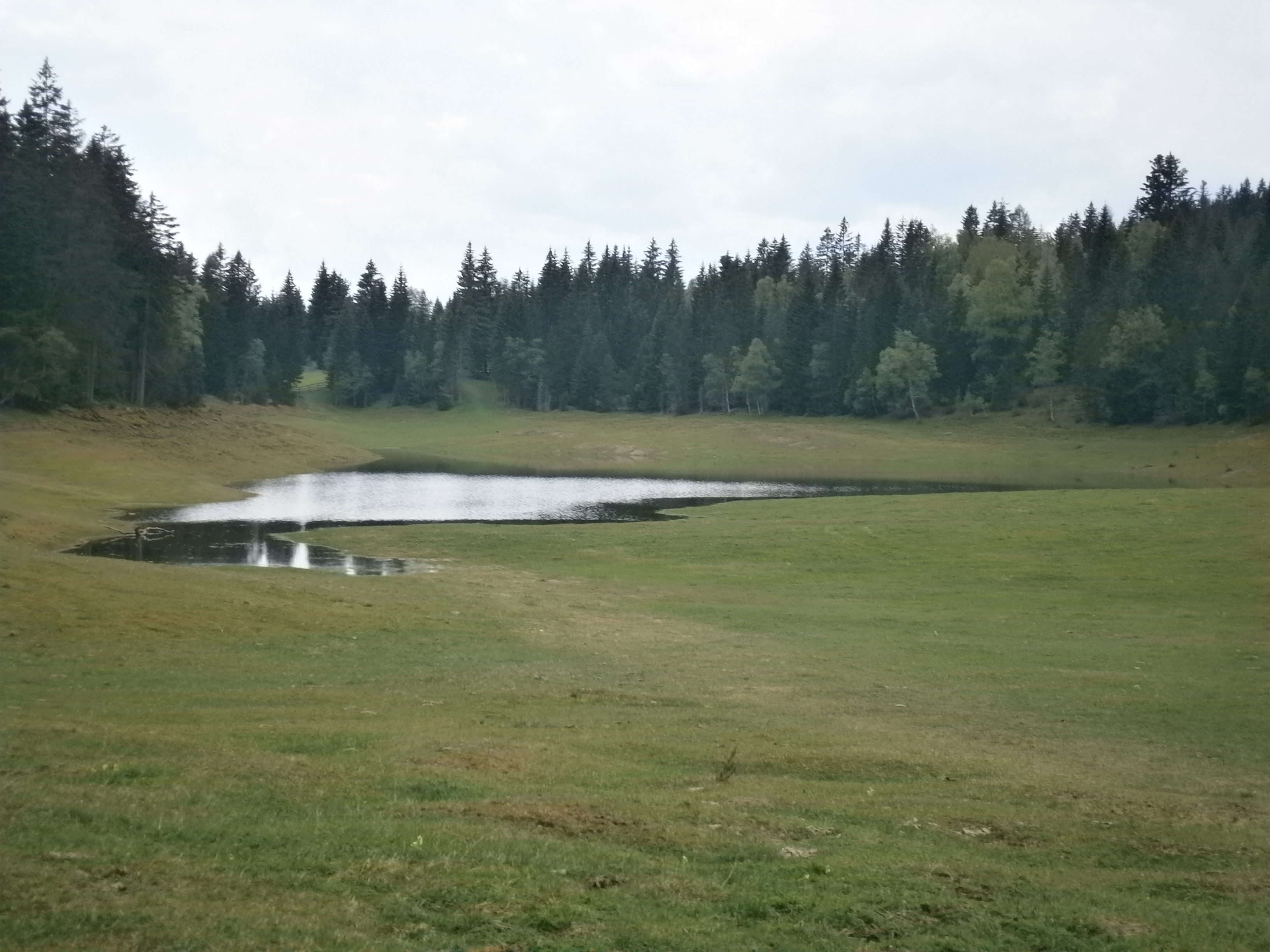
Wildmoossee in Erscheinung

Das Wildmoosgebiet ist ein etwa 55 Hektar großes aquatisches Ökotop mit zwei selten auftretenden aperiodischen Seen, dem Lottensee und dem Wildmoossee, mit weiteren 13 Hektar Moor- und Feuchtgebiet auf der Wildalm. Die beiden Areale sind durch Wald getrennt. Sie stellen ein Karst-Phänomen dar.

## Golfplatz Seefeld-Wildmoos
Der Platz ist eine 18-Loch-Anlage. Der Golfclub ist Mitglied der Leading Golf Courses Austria und steht in engem Kontakt mit dem nahen 5*-superior-Großhotel Interalpen Tyrol.